# Маллет, Джордж
Сэр Джордж Уильям Маллет (англ. Sir George William Mallet, 24 июля 1923, Панама — 20 октября 2010, Кастри, Сент-Люсия) — генерал-губернатор Сент-Люсии (1996—1997).

## Биография
Родился в семье служащего Панамского канала, затем семья переехала на Сент-Люсию. По окончании института работал менеджером и бухгалтером в местных бизнес-структурах: Minvielle & Co, Minvielle и Chastanet и Peter & Co.
В 1952 г. был впервые избран в городской совет Кастри, до 1964 г. занимал пост председателя совета. В 1958 г. избран в Законодательный совет Сент-Люсии, после чего уходит из бизнеса.
Являлся членом Народной прогрессивной партии, а в 1964 г. — Объединенной рабочей партии, образованной в результате слияния Национального лейбористского движения и Народно-прогрессивной партии. В качестве первой должности в правительстве занимал пост министра торговли, промышленности, сельского хозяйства и туризма.
В 1982—1992 гг. — заместитель премьер-министра, министр торговли, промышленности и туризма,
в 1992—1996 гг. — министр иностранных и внутренних дел, торговли и промышленности, с 1997 г. одновременно министр по делам Карибского сообщества.
В 1996—1997 гг. — генерал-губернатор Сент-Люсии.
В 1997 г. Её Величество королева Елизавета II присваивает политику титул «сэр». Он также является командором Ордена Британской империи, награждён орденом Святого Михаила и Святого Георгия, Большим крестом ордена Сент-Люсии.